# Eliška Beranová
Eliška Beranová (* 18. května 1994 Bruntál) je česká prozaička, básnířka a environmentální právnička. Absolvovala Právnickou fakultu Univerzity Karlovy, mezinárodní právo životního prostředí studovala na Univerzitě v Oslu. Pracuje v sekci Odpovědná energie ve společnosti Frank Bold. Je vedoucí legislativní pracovní skupiny Unie komunitní energetiky. Za knihu Chlapec s rybí hlavou získala nominaci na cenu Magnesia Litera 2022. Za svoji práci v oblasti práva obdržela v březnu 2025 nominaci na Cenu Josefa Vavrouška.

## Život

### Bruntál
Vyrůstala v Bruntále, kde vystudovala Základní školu a městské osmileté gymnázium Bruntál – Petrin. Jako studentka byla velmi aktivní, zúčastňovala se mnoha soutěží a věnovala se velkému počtu koníčků. Na nižším stupni školy zpívala v souboru Rosnička vedeném Mgr. Jaroslavem Číhalem. Na ZUŠ Bruntál absolvovala hru na příčnou flétnu, nicméně později o ni píše doc. PhDr. Libor Martinek, Ph.D., ve své knize Dějiny literatury na Bruntálsku jako o dívce s kytarou. Televizní diváci ji mohli vidět v čtvrté řadě televizní soutěže Za školu! 8. října 2010 v základním kole, 26. listopadu a 3. prosince ve čtvrtfinále. Založila studentský divadelní soubor Nedramatická elipsa, v němž pracovala jako autorka, scenáristka a režisérka. Soubor uvedl v roce 2011 dvě inscenace: v lednu hru Rodrigo a jeho odraz v zrcadle a v červnu hru „DIVNÝ POHOVOR aneb komu tady hráblo?“. Své literární nadání prokázala Eliška Beranová v literární soutěži Žijeme na jedné zemi, kterou pořádala Národní rada osob se zdravotním postižením České republiky. Za svoji práci obdržela čestné uznání přímo z rukou Václava Krásy. V roce 2012 se stala finalistkou Literární soutěže Františka Halase s básní Ukolébavka. V říjnu 2013 uspořádala Eliška Beranová v bruntálské knihovně autorské čtení z její doposud nevydané knihy Cesty. Pedagožka a fotografka Danuše Vanotová z Bruntálu k tomu uvedla: „Velmi překvapila proměna spontánní dívenky na počátku příběhu v kritickou bytost, která hledá zdroj lidských pohnutek a inspiraci v boji mezi dobrem a zlem“.

### Praha

#### Právnická činnost
Po ukončení studia na gymnáziu nastoupila na Právnickou fakultu Univerzity Karlovy. V rámci programu Erasmus+ studovala mezinárodní právo životního prostředí na Univerzitě v Oslu. Další zkušenosti získala prací v nevládních organizacích zabývajících se ochranou životního prostředí například v České společnosti ornitologické. Studium ukončila v roce 2019 na katedře Právo životního prostředí diplomovou prací na téma Mezinárodní trestní právo jako nástroj ochrany životního prostředí. Po absolvování vysoké školy zůstala věrná získané specializaci a nastoupila do sekce Odpovědná energie společnosti Frank Bold, kde pracuje doposud. Věnuje se problematice posuzování vlivů na životní prostředí EIA – je autorem článku EIA, krajské úřady a metodika MŽP, komunitní energetice – je autorem článku Rakousko chce do roku 2030 získávat veškerou energii z obnovitelných zdrojů, pomůže komunitní energetika. Věnuje se i problematice uhelných elektráren: Elektrárna Chvaletice – je autorem článku Výjimka pro Elektrárnu Chvaletice: mazaná hra s čísly a dobré slovo uhlobarona a komentáře k článku Soud zrušil emisní výjimku pro Chvaletice. Uhelná elektrárna musí plnit limity, nebo zastavit provoz a elektrárně Počerady – komentář k článku Ekologické organizace žalují MŽP kvůli rozsáhlé rtuťové výjimce pro uhelnou elektrárnu Počerady.
- 10. srpna 2022 na CNN Prima NEWS Eliška Beranová vysvětlila Kdo a jak může vyhlásit nouzový stav v plynárenství a teplárenství.[22]
- 18. září 2022 se Eliška Beranová jako vedoucí legislativní pracovní skupiny Unie komunitní energetiky vyjádřila k problematice sdílené energie v televizním pořadu Nedej se.[23]
- 14. prosince 2022 Eliška Beranová diskutuje na internetovém televizním kanálu tvize o příležitostech v obnovitelných zdrojích energie, legislativě a komunitní energetice, ale také o technologiích a rekvalifikacích energetických pracovníků spolu s ředitelkou útvaru ESG skupiny ČEZ Kateřinou Bohuslavovou, ředitelem Solární asociace Janem Krčmářem, a s ředitelem odboru energetiky a ochrany klimatu MŽP ČR Pavlem Zámyslickým.[24]
- 31. ledna 2023 se Eliška Beranová účastnila semináře „Komunitní energetika - potřeba reálných a praktických řešení“, který pořádal hospodářský výbor PSP ČR ve spolupráci s Národním institutem pro životní prostředí. Na semináři byl představen návrh novely energetického zákona (LEX OZE II), jehož dopady na praxi přednesla formou prezentace „Komunitní energetika: Čistá a bezpečná budoucnost české energetiky v energetickém zákoně“.[25][26]
- 27. února 2023 se objevila na portále eurozpravy.cz informace, že výše uvedený návrh novely energetického zákona (LEX OZE II) ministerstvo průmyslu a obchodu dokončilo a měla by se jím nyní zabývat vláda. Eliška Beranová k tomu dodala, že je nutné, aby Parlament novelu schválil do poloviny letošního roku. Podle této novely by Češi mohli zakládat energetická společenství pro sdílení místně vyrobené elektřiny. Sdílení by pak bylo možné prostřednictvím distribuční sítě. Umožněno by to mělo být od začátku příštího roku.[27]
- 2. března 2023
  - dopoledne Eliška Beranová na on-line tiskové konferenci přednesla právní analýzu návrhu novely energetického zákona Lex OZE II a vysvětlila, jak tato novela, která bude předložena ke schválení na nejbližším zasedání Vlády, pomůže komunitní energetice.[28]
  - odpoledne byla Eliška Beranová hostem Studia ČT24, kde hovořila o zmíněné novele energetického zákona. Kromě jiného zmínila, že schválením novely se Česká republika stane lídrem v oblasti komunitní energetiky. Dále zdůraznila, že jde jen o první krok. Budou potřeba další novely energetického zákona týkajících se nových služeb v energetice, například umožnění akumulace energie ve velkých bateriových úložištích.[29]
- 1. prosince 2023

Na dnešním jednání Poslanecké sněmovny schválili výše uvedenou novelu všichni přítomní poslanci. Eliška Beranová v reportáži České televize uvedené v hlavní zpravodajské relaci Události k tomu za Unii komunitní energetiky dodala: „Z našeho pohledu to dopadlo velmi dobře, zákon obsahuje vše, co energetická společenství v praxi potřebují.“
- 23. ledna 2024

Unie komunitní energetiky představila na tiskové konferenci klíčové právní předpisy, které je v první polovině roku 2024 nutné vytvořit či upravit pro efektivní fungování komunitní energetiky. V této souvislosti Eliška Beranová přednesla 3 výzvy pro rok 2024, které rozhodnou o tom, jak bude komunitní energetika v praxi fungovat.
- 7. března 2025

Poslanecká sněmovna přehlasovala Senát a schválila důležitou novelu energetické zákona Lex OZE III. Eliška Beranová k tomu dodala: „Sdílející výrobci se dosud setkávali s diskriminační přístupem ze strany obchodníků, kteří je za sdílení elektřiny cenově penalizovali nebo jim sdílení ve smlouvách o výkupu zcela zakazovali. Nově však obchodníci nebudou moci sdílení zakázat a odlišné ceníky mohou uplatňovat pouze při existenci spravedlivého důvodu.“
- 1.–31. března 2025

Od 1. do 31. března 2025 organizovala Nadace Partnerství sběr nominací na Cenu Josefa Vavrouška. Eliška Beranová byla nominována v kategorii Výjimečný počin. U nominace o Elišce Beranové uvedla Laura Otýpková, vedoucí týmu Odpovědná energie organizace Frank Bold následující: „Eliška Beranová vládne uměním lehce a srozumitelně psát a tuto svoji schopnost přenáší do právních textů… Jako vedoucí legislativní pracovní skupiny v UKEN dokázala spojit desítky stakeholderů, vysvětlila jim složité právní problémy a získala jejich zpětnou vazbu z praxe. Díky tomu jsou Lex OZE 2 a 3 kvalitními zákony, které umožní vznik komunitní energetiky, agregaci flexibility a ukládání energie do baterií v ČR.“
- 19. června 2025

Slavnostním předávání Cen Josefa Vavrouška za rok 2024 se konalo od 17. hodin v hlavním sále Valdštejnského paláce, v sídle Senátu Parlamentu ČR. Eliška Beranová byla nominována v kategorii Výjimečný počin. Nadace Partnerství vyhlásila vítěze v uvedené kategorii Ivanu Bufkovou.

#### Umělecká činnost

##### Podpora začínajících autorů
6. března 2020 zakládá Eliška Beranová na Žižkově v pátém patře Domu Radosti literární klub Poustevna, kde se od té doby pravidelně konají autorská čtení, byl zde natočen šestidílný podcast „Horror Vacui – vyprávění o tom, jak psát“ a pro dospívající a seniory byly pořádány bezplatné kurzy tvůrčího psaní, jejichž výsledkem byl sborník s názvem Radost, kterou vydalo První bruntálské nakladatelství jako tištěnou knihu a jako e-knihu zdarma. Na výše uvedených projektech spolupracovala platforma Poustevna se současnými českými autorkami a autory Jonášem Zbořilem, Davidem Janem Novotným, Terezou Semotamovou a Ondřejem Maclem.

##### Vlastní tvorba

###### Chlapec s rybí hlavou
Největším dosavadním literárním úspěchem Elišky Beranové v kategorii próza je vydání její debutové knihy – novely Chlapec s rybí hlavou (94 stran), která vyšla v nakladatelství Malvern. Kniha se objevila na trhu na podzim roku 2021 – knihkupectví Kosmas ji uvedlo v novinkách září 2021 a byla přijata velmi kladně. Na webových stránkách Českého rozhlasu Vltava říká o knize Petr Nagy: Bohatý jazyk, výrazná atmosféra a síla imaginace dělají z debutu Elišky Beranové nadmíru vydařenou prózu, Kateřina Středová na portálu iLiteratura.cz uvádí: Debutová próza Elišky Beranové zaujme už na prvních stránkách dynamickým líčením prostředí, v němž se odehrává. Na jaře následujícího roku – 10. března 2022 vyhlásilo Sdružení Litera nominace na ceny Magnesia Litera 2022, kde byl Chlapec s rybí hlavou spolu s dalšími dvěma knihami nominován na cenu DILIA Litera za debut roku. 21. března se v médiích objevily upoutávky na 10. dubna, den slavnostního předávání cen Magnesia Litera 2022. Každá kniha má svoji vlastní upoutávku. 30. března od 19:00 do 21:00 se konala v Knihovně Václava Havla autorská čtení některých nominovaných spisovatelů (včetně Elišky Beranové). Záznam autorského čtení knihy Elišky Beranové Chlapec s rybí hlavou byl v médiích zveřejněn 3. dubna. 6. dubna Eliška Beranová představila svůj knižní debut v televizním pořadu Sama doma. Na otázku moderátorky, zda u psaní knihy odpočívala od právnické práce, odpověděla, že to určitě odpočinek nebyl a podotkla, že ať se to na první pohled nezdá, právo a literatura mají mnoho společného a mohou se doplňovat. Doslova řekla: „Moje literatura je hodně emocionální a expresivní, naopak jako právník se snažím být objektivní a chladná, ale zároveň mě baví, jak se obojí může ovlivňovat a vzájemně prolínat. U psaní literatury se snažím být přesná a precizní, k tomu mi pomáhá právo. A v právní praxi si někdy říkám, že bych do ní mohla dát nějaké city a případ vyhrát díky emocím.“ Dále dodala: „Teď na jaře bych chtěla vydat básnickou sbírku s názvem Jeden stupeň, která se bude týkat změny klimatu a reflexe změny klimatu v poezii. A zrovna dnes ráno jsem dopsala první verzi mé druhé beletrie. Kniha pojednává o životě mojí babičky, která loni v létě zemřela. Bude to moje rozloučení s ní.“ 10. dubna se konal 21. ročník ocenění Magnesia Litera v budově Nové scény Národního divadla. Literu za debut roku získala Tereza Dobiášová za knihu Tajemství. Neskutečný příběh Anežky České.
9. února 2025 Eliška Beranová sdělila na své facebookové stránce, že se chystá vydání Chlapce s rybí hlavou v polštině. Překladu se ujala polská překladatelka z češtiny a slovenštiny Paulina Zając.

###### 1°
Výše zmíněná kniha 1° vyšla Elišce Beranové v nakladatelství Dobrý důvod v prosinci 2022. O knize její prodejci uvedli: „Poezie Beranové je vyváženým mixem angažovanosti a upřímného zaujetí, lásky a rozčarování. Je to navýsost současná poezie, která jednoznačně vypovídá o tom, že psaní o environmentálních problémech současnosti zdaleka nemusí být jen tendenční a zkratkovité. Poezie je to naléhavá, barvitá a plná fascinujících obrazů, které nám prostě sdělují to, že naše skutečnost, byť sebevíc obyčejná, je stále zázračná.“
Kniha byla slavnostně pokřtěna na jaře roku 2023.
12. května 2023 Eliška Beranová představila svoji knihu 1° na Radiu Proglas.
V obtýdeníku živé literatury Tvar v čísle 2/2024 v článku nazvaném V ledové zemi chodíváš pouští o knize 1° Milena Fucimanová kromě jiného napsala: „Můžeme mluvit o moderně pojaté přírodní lyrice… Obrazy z přírody, živé i neživé, jsou vylíčené v pohybu… Příroda zde není pasivní třebaže adorovaný objekt – je spíše poetickou osobností… Autorka pracuje velice sugestivním způsobem, jak zachytit proměnlivou krásu. Její básně nic krasořečně neopěvují, pojetí krásy je místy těšivé, místy je to nářek a místy dar tvořit. Například brouci zlatohlávci jsou tu maséři země… Často se v básních objevují protiklady: Podzemní vodu opouští síla stoupat z hlubin; na jiném místě sbírky vysvobozená voda stoupá vzhůru chlupatými lodyhami… Vnímání přírody prozrazuje v autorce ženu: vše víří, voní, pohyby jsou ladné, taneční… Básnířka není jen pasivní pozorovatelka, mísí se do přírodního dění nenápadně, ale přirozeně: Nejradši obědvám s platanem ve Vrabcovce. Dále přiznává, že vzešla z přírody, že patří přírodě, že člověk není entita, která se přírodě vymyká: Vzešla jsem z mechových vlažin. V první básni v próze nazvané Promarněným nechybějí kříže, hřebíky, trnová koruna… V básni Zpráva století se troubí na poplach… Básnířka občas přiznává, že nechce na zkázu přírody myslet… Není žádná hrdinka se vztyčeným praporem, nikde nevzývá do boje, jen spoludýchá s trpícími… Konstrukce sbírky je od pustošení ke smíření. Jenže s čím se máme nebo musíme smířit? Autorka píše: Ani na mořském dně nejsi v bezpečí. Ano, autorka jde proti naději, kterou tak potřebujeme – jenže mluví pravdu.“

###### Sbírání borůvek
27. listopadu 2023 Elišce Beranové vyšla již její druhá novela Sbírání borůvek opět v nakladatelství Malvern. Na webovém portálu prodejny Kosmas se o knize mluví jako o křehké, tmavofialové novele o mezigenerační lásce a přijetí strachu z vlastní smrtelnosti. V roztříštěné kompozici autorka knihy sleduje vztah úzkostlivé babičky a její životem překypující vnučky Saši, která by často raději žila v klučičím těle.

###### Velký zákon
V tištěném čísle 3/2024 společenského dvouměsíčníku Listy a současně 8. srpna 2024 na webových stránkách tohoto časopisu byla zveřejněna ukázka z chystané knihy Elišky Beranové. Úryvek začíná slovy: „Nikdy bych nevěřila, že se ze mě stane kancelářská krysa.“ Že jde o ukázku z připravované knihy a ne o povídku, autorka potvrdila na svém účtu na síti X. 26. listopadu 2024 v klubu Paliárka na křtu básnické sbírky Muro autora Františka Formánka ze své chystané knihy přečetla několik ukázek.

#### Osobní život
Ve volném čase experimentuje v kuchyni a podniká dlouhé pěší túry s manželem Františkem a jejich teriérem Jackem.

## Dílo

### Próza
- kniha Chlapec s rybí hlavou, nakladatelství Malvern, podzim 2021.[59]
- kniha Sbírání borůvek, nakladatelství Malvern, podzim 2023.[60]

### Poezie
- kniha 1°, nakladatelství Dobrý důvod, prosinec 2022.[61]
- báseň Ukolébavka publikovaná v rámci finálového kola Literární soutěže Františka Halase 2012[62]
- přírodní lyrika Menthamorphosis vyšla v časopise Psí víno[63]

### Ostatní
- produkce šestidílného podcastu Horror Vacui – Vyprávění v literárním klubu Poustevna se zavedenými autorkami a autory o tom, jak psát a jak porážet strach z první prázdné stránky, jak zvládnout psaní napříč žánry[64]

### Ocenění díla
- kniha Chlapec s rybí hlavou – nominace na Magnesia Litera 2022 v kategorii DILIA Litera za debut roku[65]